# Elefantberget

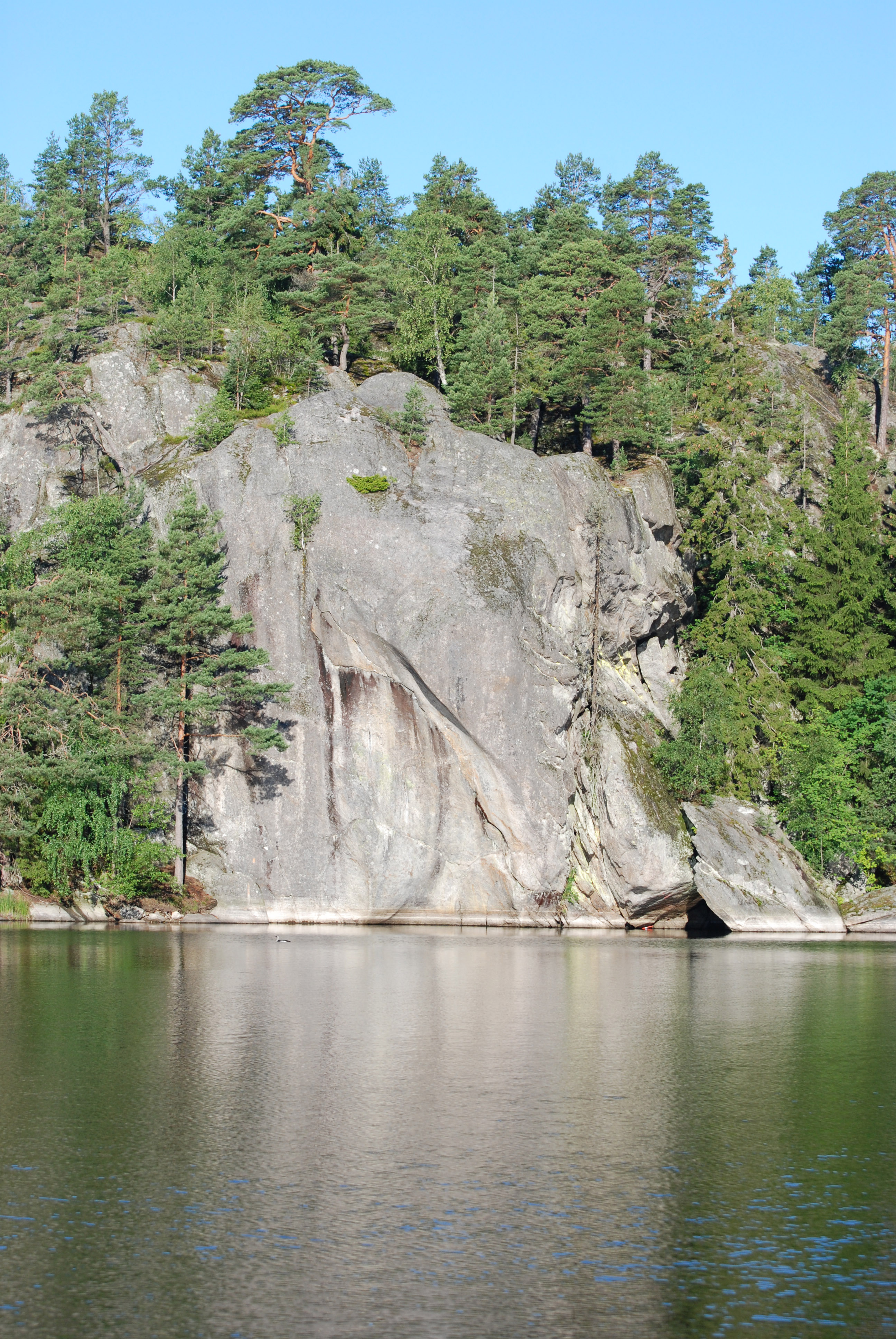
Elefantberget och Rudan.

Elefantberget kallas i folkmun ett berg beläget vid Övre Rudasjön i Haninge kommun, Österhaninge socken, Stockholms län. På Elefantberget finns fornborgen Ruda skans. Området ligger inom Rudans friluftsområde dock strax utanför Rudans naturreservat. Berget används ibland för klättring. Från berget har man en vidsträckt vy över Övre Rudasjön och Handens centrala delar.

## Beskrivning
Övre Rudasjöns västra strand är brant och bergig. Här har inlandsisen format rundhällar och det så kallade ”Elefantberget”. Med lite fantasi kan man se att den cirka 30 meter höga bergsbranten mot vattnet liknar ett elefanthuvud som doppar snabeln ner i sjön. Strax ovanför vattenytan märks en mindre blockgrotta och vid stranden finns några jättegrytor, även de formade av inlandsisen.
Elefantberget består av flera toppar. Den södra med 71 meter över havet och den norra med 69 meter. På den norra ligger den delvis raserade fornborgen Ruda skans som har beskrivits av bland andra konsthistorikern Gustaf Upmark den äldre. Fornborgen vittnar om tidig bosättning, troligen från bronsåldern, under en tid då Övre och Nedre Rudasjön  var en del av ett farbart vattendrag som hängde ihop med Drevviken, vilken i sin tur hade kontakt med Kalvfjärden och Östersjön. Genom landhöjningen gick kontakten förlorad.

## Bilder

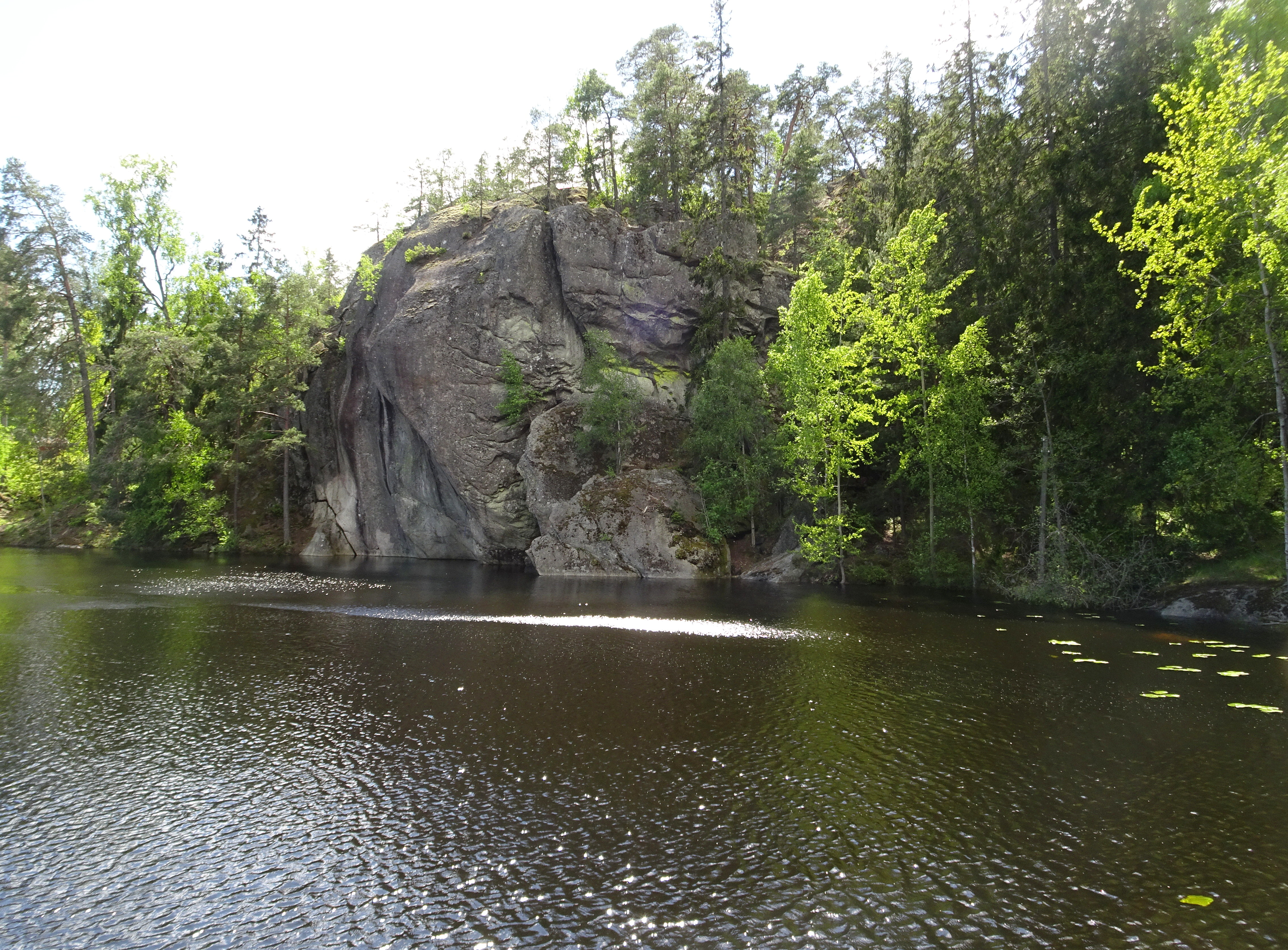
Ruda skans från sjösidan.
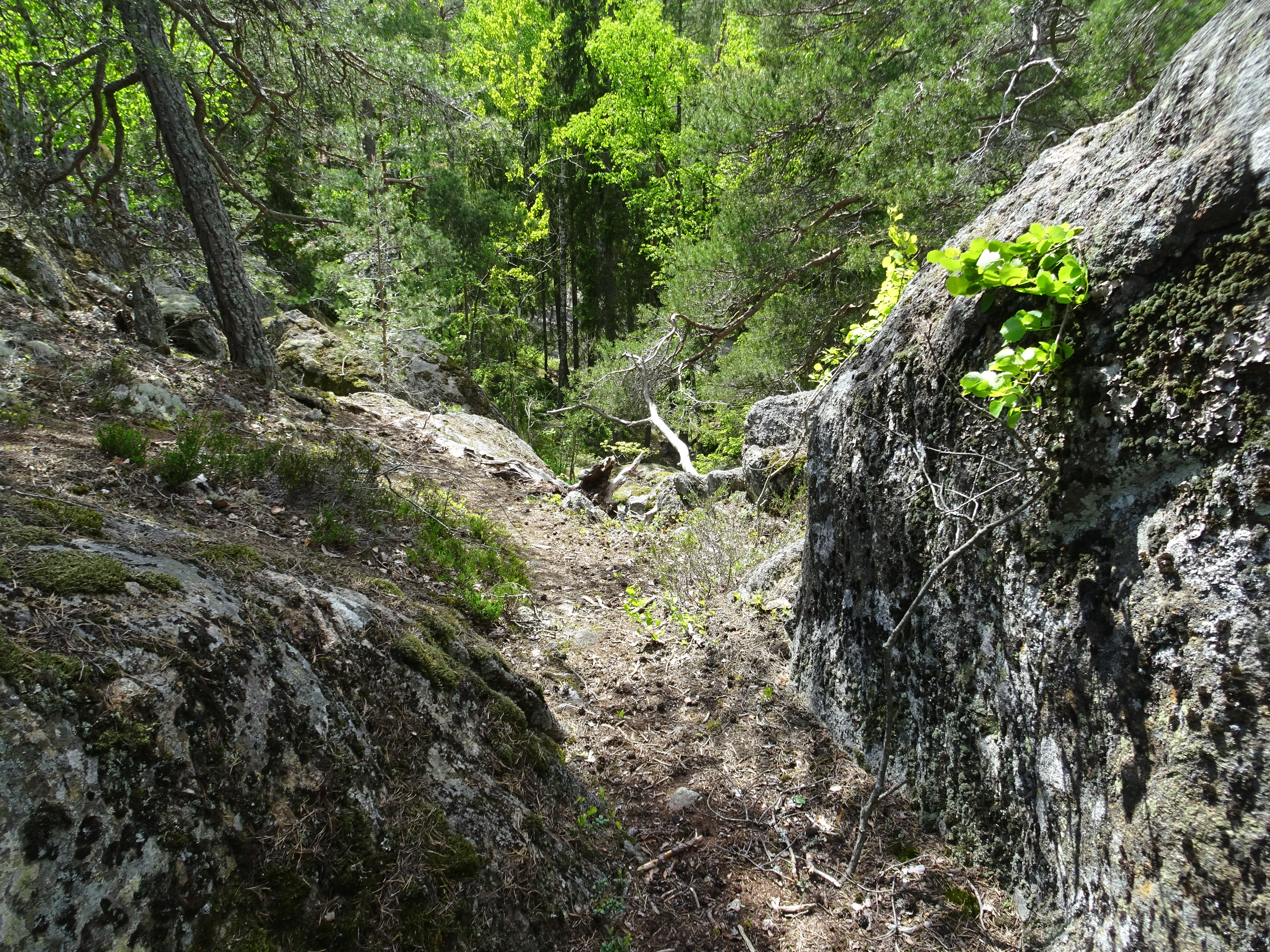
Ruda skans från landsidan.
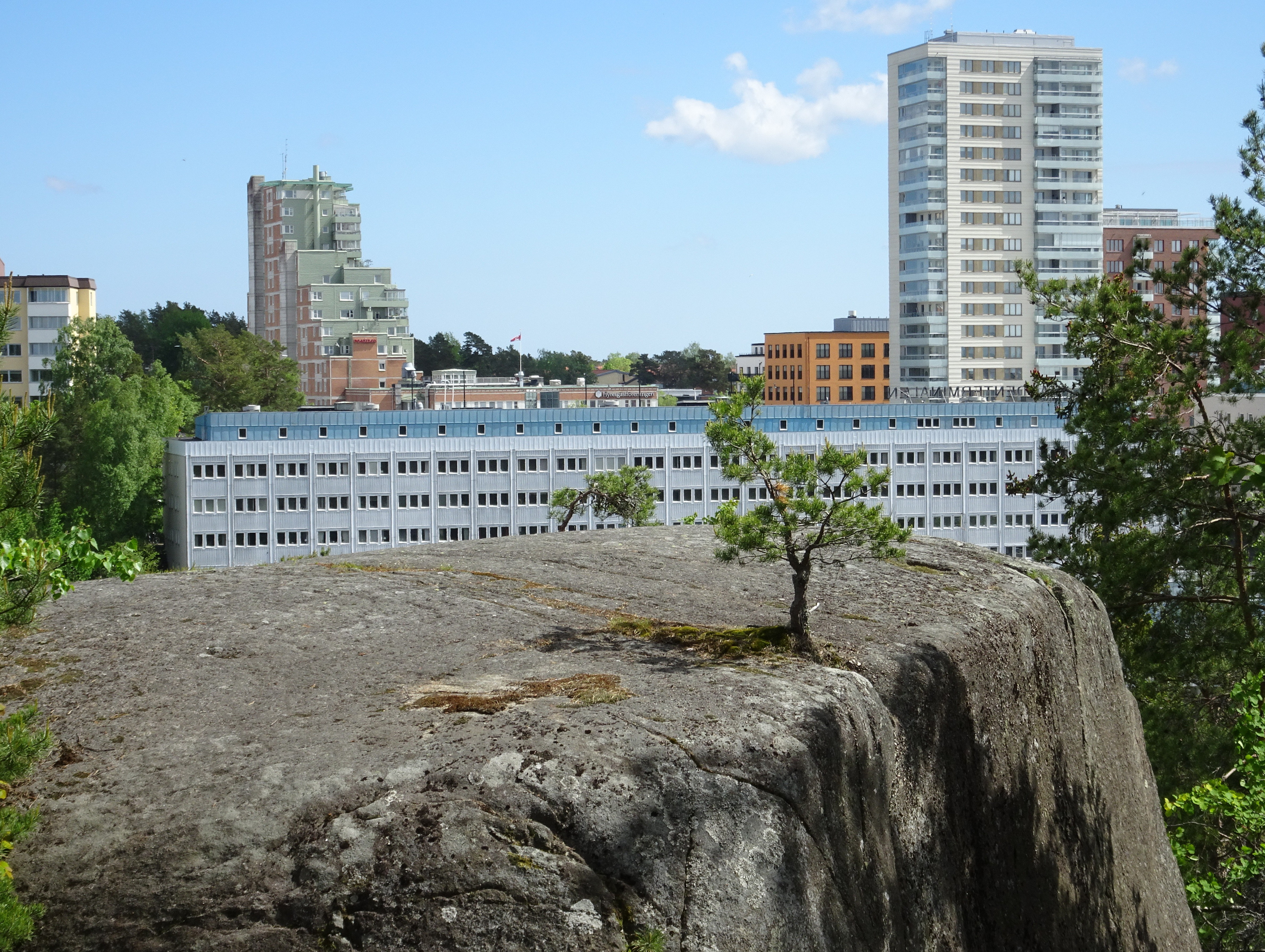
Utsikt över Handens centrum.
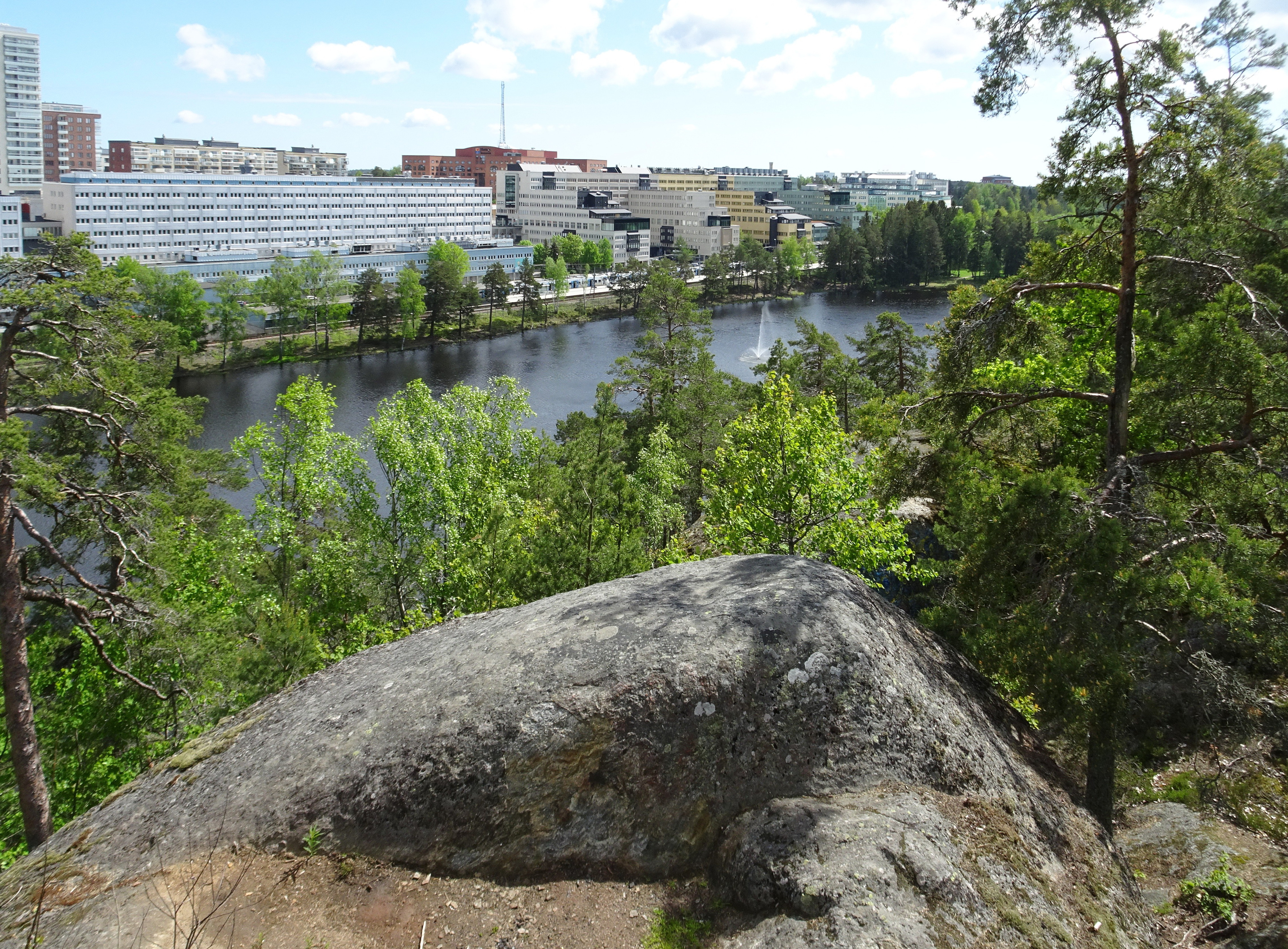
Utsikt över Övre Rudasjön.